# The West Australian
The West Australian ist eine australische Tageszeitung. Ihre Sonntagsausgabe wird The Sunday Times genannt. Verlegerin ist die West Australian Newspapers Ltd. mit Sitz ist in Perth.
Es ist die zweitälteste noch produzierte Zeitung in Australien. Ihre erste Ausgabe erschien im Jahr 1833. Während der Woche liegt die Auflage bei 200.000, am Samstag erreicht die Zeitung 370.000 Leser.
Das Produkt wird im Tabloid-Format veröffentlicht.

## Inhalt
The West ist politisch populistisch mit streng konservativer Ausrichtung. Der ehemalige Premierminister Paul Keating beschrieb die Zeitung als die schlechteste in ganz Australien. Die Zeitung enthält internationale, nationale und lokale Nachrichten. Außerdem veröffentlicht die Zeitung das WestWeekend Magazine, welches in der Samstagsausgabe enthalten ist.

## Geschichte
The West Australian hat ihre Ursprünge in The Perth Gazette and Western Australian Journal, dessen erste Ausgabe am 5. Januar 1833 erschien. Der Postmeister von Perth, Charles Macfaull, gründete und erstellte das Blatt ursprünglich als vier-seitige-Wochenzeitung. It Bis 1864 erschien The West Australian immer samstags, anschließend freitags. Später wurde sie in The Perth Gazette umbenannt und von Arthur Shenton veröffentlicht. Am 26. Juni 1874 wurde die Zeitung schließlich von einer Unternehmergruppe aufgekauft und in The Western Australian Times umbenannt – dies hatte auch die erstmalige Herausgabe an zwei Wochentagen zur Folge.  Am 18. November 1879 wurde die Zeitung als The West Australian neugegründet. Nach der Erhöhung der Auflage auf drei Wochentage im Jahr 1883 wurde jene zwei Jahre später täglich herausgegeben. Im Jahr 1885 wurde erstmals The Western Mail von den Inhabern von „The West Australian“ herausgegeben. Zu den berühmtesten Autoren gehörte u. a. Sir Paul Hasluck.